# 普里特维普尔
普里特维普尔（Prithvipur），是印度中央邦Tikamgarh县的一个城镇。总人口22542（2001年）。

## 人口
该地2001年总人口22542人，其中男性11895人，女性10647人；0—6岁人口4049人，其中男2101人，女1948人；识字率50.05%，其中男性为59.71%，女性为39.26%。